# Tina Turner
Tina Turner (n. Anna Mae Bullock, n. 26 noiembrie 1939, Brownsville⁠(d), Tennessee, SUA – d. 24 mai 2023, Küsnacht⁠(d), cantonul Zürich, Elveția) a fost o cântăreață, actriță, scriitoare și compozitoare pop-rock americană. Supranumită drept „Regina Rock and roll-ului”, Turner a găsit succesul odată cu formarea grupului muzical The Ike & Tina Turner Revue. După destrămarea formației, cariera sa solo se bucură de atenția publicului internațional. Turner a fost cunoscută pentru vocea puternică, longevitatea carierei și prezența sa scenică.

## Biografie
Turner s-a născut Anna Mae Bullock pe 26 noiembrie 1939, în Brownsville, Tennessee, ca mezină a lui Floyd Richard Bullock și a soției sale, Zelma Priscilla (născută Currie). Familia a locuit în comunitatea rurală neîncorporată din Nutbush, Tennessee, unde tatăl ei a lucrat ca supraveghetor al cultivatorilor de la ferma Poindexter; mai târziu artista a declarat că a cules bumbac cu familia ei de la o vârstă fragedă.
Turner și-a început cariera de artist de înregistrare alături de grupul lui Ike Turner, Kings of Rhythm, în 1958. Este prezentată publicului ca Tina Turner în 1960, odată cu lansarea single-ului „A Fool in Love”. Se căsătorește cu Ike Turner în 1962, cu care lansează hituri precum „It's Gonna Work Out Fine”, „River Deep-Mountain High”, „Proud Mary” și „Nutbush City Limits”. Crescută ca baptistă, Turner se convertește la secta budistă Nichiren în 1973. Cuplul Turner se desparte în 1976 și divorțează în 1978. În autobiografia I, Tina: My Life Story, Turner confesează ca a fost o victimă a violenței domestice. Filmul biografic What's Love Got to Do with It (1993) urmărește viața artistei și relația sa toxică cu Ike Turner.
În anii '80, Turner se bucură de „una din cele mai mari reveniri din istoria muzicii”. În 1983 lansează single-ul „Let's Stay Together”, urmat de albumul Private Dancer (1984). Albumul de studio conținea cântecul „What's Love Got to Do with It”, care a câștigat Premiul Grammy pentru înregistrarea anului și a devenit primul și singurul său hit clasat pe locul întâi în Billboard Hot 100. A fost, la vremea respectivă, cea mai în vârstă artistă solo cu un hit în vârful clasamentului. Urmează cântece de succes ca „Better Be Good to Me”, „Private Dancer”, „We Don't Need Another Hero (Thunderdome)”, „Typical Male”, „The Best”, „I Don't Wanna Fight”, și „GoldenEye”. În timpul turneului Break Every Rule World Tour, Turner stabilește o performanță de Cartea Recordurilor, pentru cel mai mare public plătitor (180.000 de persoane) la concertul unui artist solo.
Având peste 100 de milioane de albume vândute în întreaga lume, Tina Turner este unul dintre cei mai bine vânduți artiști muzicali ai Statelor Unite ale Americii. A câștigat 12 premii competitive Grammy. Este prima femeie și primul artist de culoare ajuns pe coperta revistei Rolling Stone. Rolling Stone a clasat-o pe Turner în topul celor mai mari 100 de artiști ai tuturor timpurilor. În 1986, a primit o stea pe Hollywood Walk of Fame. Ca rezident al municipalității Küsnacht încă din 1994, Turner a obținut cetățenie elvețiană în 2013.

## Discografie

### Albume de studio
- Tina Turns the Country On! (1974)
- Acid Queen (1975)
- Rough (1978)
- Love Explosion (1979)
- Private Dancer (1984)
- Break Every Rule (1986)
- Foreign Affair (1989)
- Wildest Dreams (1996)
- Twenty Four Seven (1999)

### Alte albume
Coloane sonore
- Tommy (1975)
- Mad Max Beyond Thunderdome (1985)
- What's Love Got to Do With It (1993)

Albume Live
- Tina Live in Europe (1988)
- VH1 Divas Live '99 (1999)
- Tina Live (2009)

Albume  de compilație
- Simply the Best (1991)
- The Collected Recordings (1994)
- All the Best (2004)
- Tina! (2008)
- The Platinum Collection (2009)

## Filmografie
| Film        | Film                                  | Film                    | Film                                                                            |
| An          | Film                                  | Rol                     | Note                                                                            |
| ----------- | ------------------------------------- | ----------------------- | ------------------------------------------------------------------------------- |
| 1970        | Gimme Shelter                         | În rolul său            | Documentar                                                                      |
| 1971        | Taking Off                            | În rolul său            |                                                                                 |
| 1975        | Tommy                                 | The Acid Queen          |                                                                                 |
| 1976        | All This and World War II             | În rolul său            | Documentar                                                                      |
| 1978        | Sgt. Pepper's Lonely Hearts Club Band | Our Guests at Heartland |                                                                                 |
| 1979        | John Denver and the Ladies            | În rolul său            | Spectacol de varietăți                                                          |
| 1985        | Mad Max Beyond Thunderdome            | Auntie Entity           | Câștigat (1986) - NAACP Image Award for Outstanding Actress in a Motion Picture |
| 1993        | What's Love Got to Do with it         | În rolul său            | Vocea care cântă pentru Angela Bassett                                          |
| 1993        | Last Action Hero                      | Primarul                |                                                                                 |
| Televiziune |                                       |                         |                                                                                 |
| An          | Titlu                                 | Rol                     | Note                                                                            |
| 1966        | The Big T.N.T. Show                   | În rolul său            | Documentar                                                                      |
| 1970        | It's Your Thing                       | În rolul său            | Documentar                                                                      |
| 1971        | Soul to Soul                          | În rolul său            | Documentar                                                                      |
| 2000        | Ally McBeal                           | În rolul său            | apariție în primul episod: "The Oddball Parade"                                 |

## Galerie

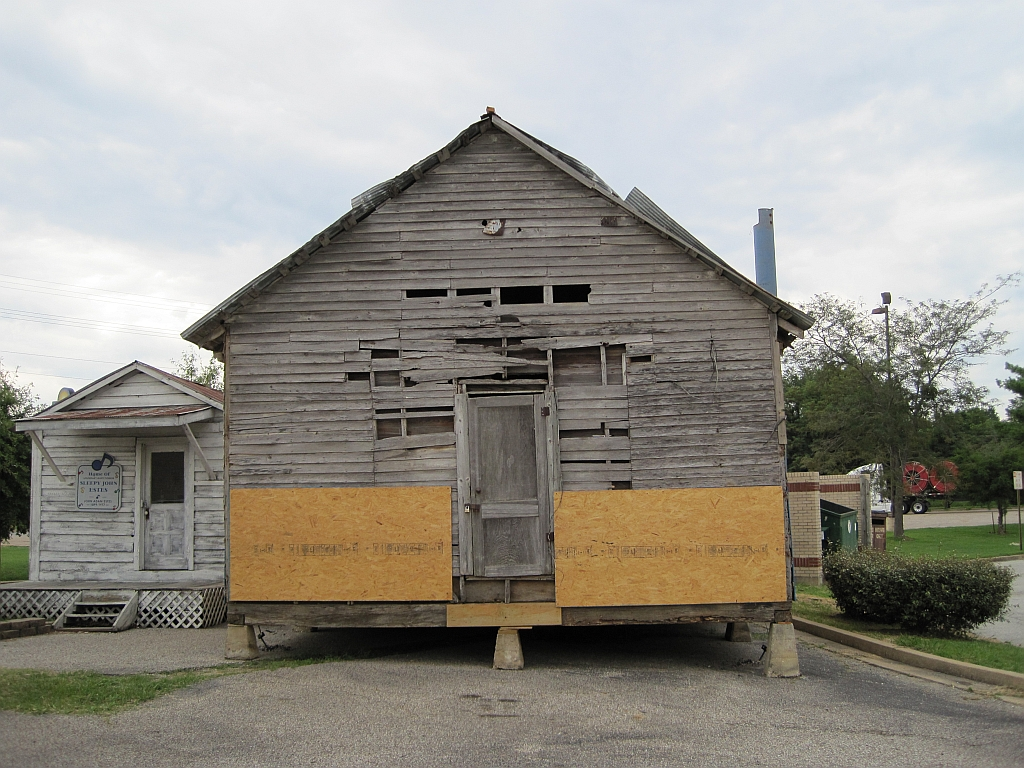
Școala primară din Tennessee unde a studiat Tina Turner.
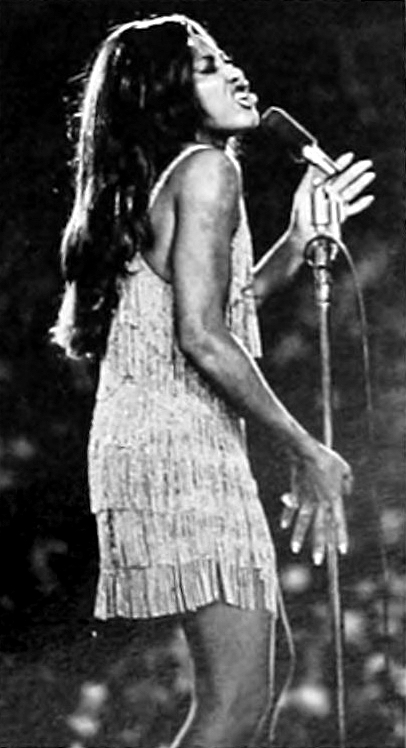
Tina Turner în concert (New Orleans, 1970)
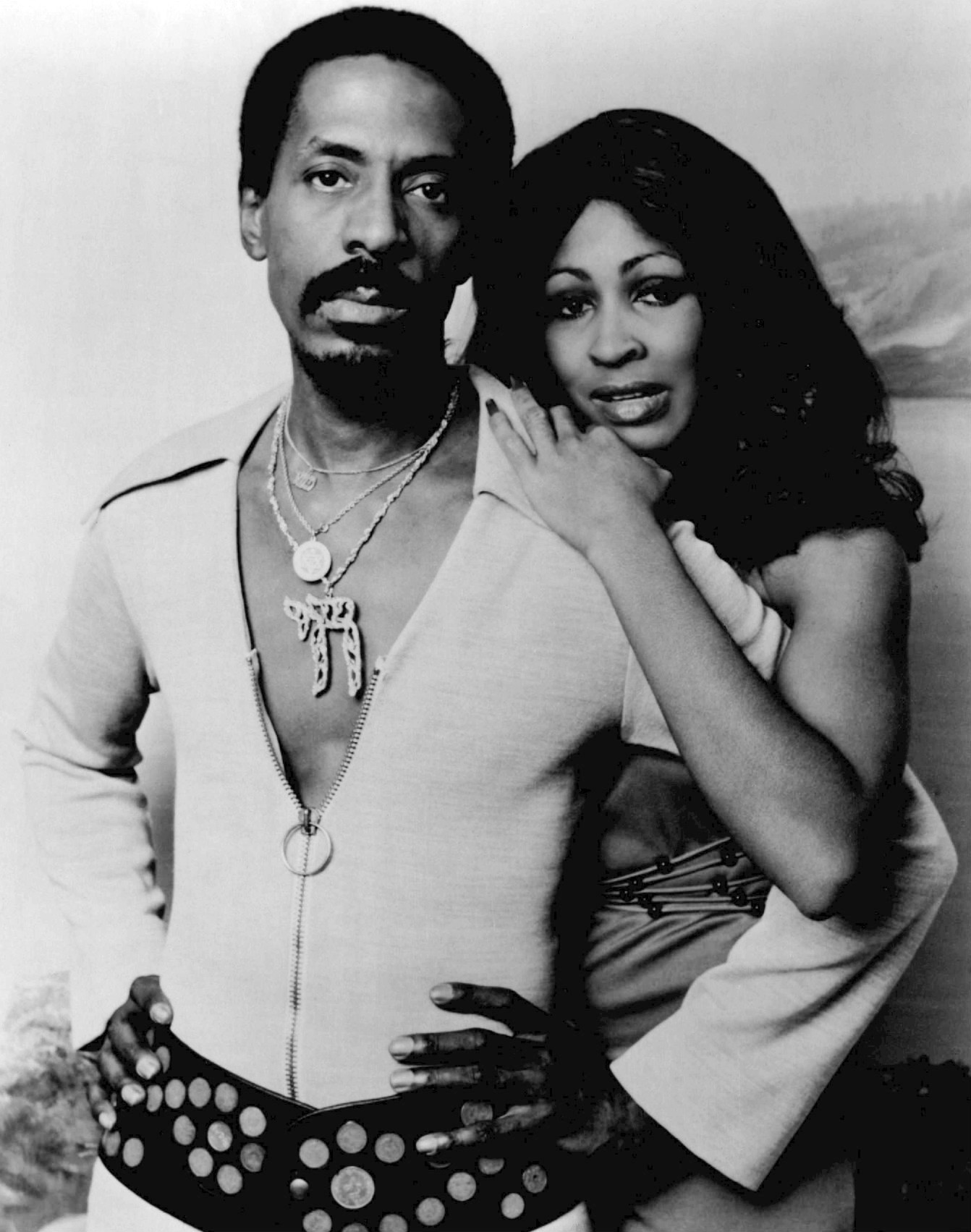
Ike & Tina Turner în 1973
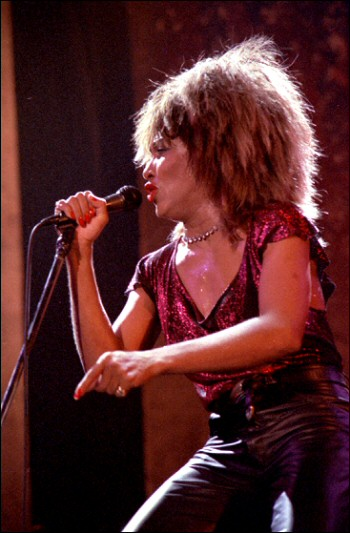
Tina Turner în 1985
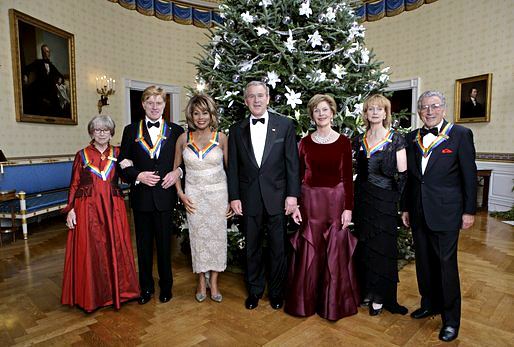
Președintele George W. Bush și Prima Doamnă Laura Bush alături de Julie Harris, Robert Redford, Tina Turner, Suzanne Farrell și Tony Bennett cu ocazia galei Premiilor Kennedy Center, 2005